# فرانشيسكو ماريا جريمالدي
فرانشيسكو ماريا جريمالدي (2 أبريل 1618 - 28 ديسمبر 1663) (بالإيطالية:Francesco Maria Grimaldi)، عالم رياضيات وفيزيائي إيطالي درس بكلية اليسوعيين ببولونيا.